# Manulea adenocalyx
Manulea adenocalyx är en flenörtsväxtart som beskrevs av O.M. Hilliard. Manulea adenocalyx ingår i släktet Manulea och familjen flenörtsväxter. Inga underarter finns listade i Catalogue of Life.